# Climat de la Finlande

Climat de Finlande selon la classification de Köppen.

Le climat de la Finlande est dans la classification de Köppen de groupe Df, c'est-à-dire que c'est un climat continental froid, sans saison sèche ou un climat subarctique continental ou boréal. La côte sud est classée Dfb, c'est-à-dire un climat continental humide doux l'été est humide toute l'année tandis que le reste du pays est de classe Dfc, c'est-à-dire subarctique avec un été frais et humide toute l'année,.

## Description
La Finlande se trouve à la limite de la zone continentale (côte sud) et de la zone nordique. Les vents d'ouest dominants des zones dépressionnaires peuvent apporter un temps humide et changeant ; à l'opposé, les Alpes scandinaves tiennent la Finlande à l'écart des cyclones atlantiques, de sorte qu'elle bénéficie d'anticyclones continentaux stables. La Mer Baltique, les lacs et surtout l'influence du Gulf Stream viennent modérer les rigueurs du climat, ce qui donne un climat relativement clément sous de telles latitudes : ainsi, Kuopio est à peu près à la même latitude que la ville de Iakoutsk en Sibérie, mais la température moyenne annuelle y est plus élevée de 13 °C.
Le volume des précipitations de la Finlande méridionale se situe entre 600 et 700 mm annuels. Le Nord du pays est par contre beaucoup plus sec, mais cette différence est compensée par la faible évaporation. Le mois le plus sec, pour tout le pays, est le mois de mars ; les plus humides sont juillet et août.

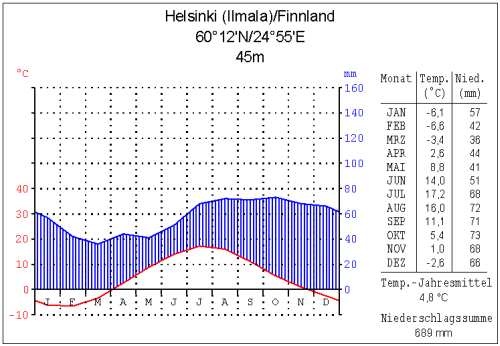
Diagramme climatique d'Helsinki
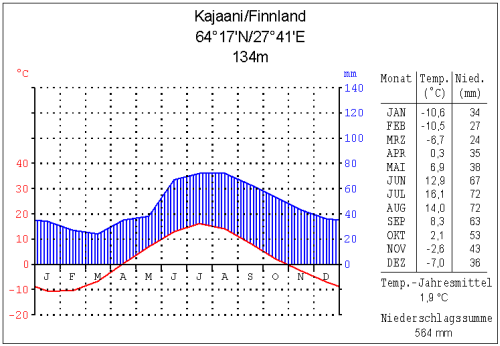
Diagramme climatique de Kajaani
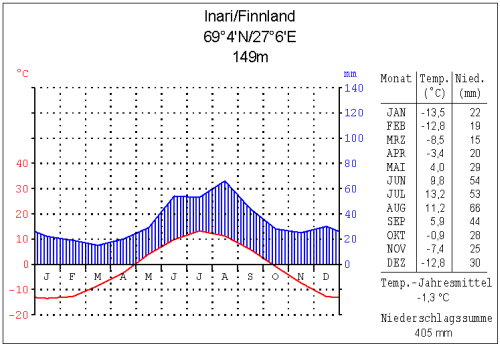
Diagramme climatique d’Inari

## Influences

### Latitude
Le climat y est le plus influencé par la latitude. En raison de l'emplacement septentrional du pays, l'hiver est la saison la plus longue. Il est « rude et sombre surtout dans l'extrême Nord ». La température moyenne annuelle sur la côte méridionale est de 5 °C, alors que dans le nord et en Laponie elle est de −2 °C.
La durée des saisons dépend également beaucoup de la latitude : au sud-ouest, l'hiver ne dure que 100 jours, alors qu'en Laponie il dure jusqu'à 200 jours. En moyenne, l'hiver dure de début janvier à la fin février, dans les îles ultrapériphériques de l'archipel et dans les endroits les plus chauds de la côte sud-ouest, notamment à Hanko et de début octobre à mi-mai, dans les endroits les plus élevés du nord-ouest de la Laponie et dans les vallées les plus basses du nord-est de la Laponie. Cela signifie que les parties méridionales du pays sont recouvertes de neige durant environ trois à quatre mois par année et durant environ sept mois pour les parties septentrionales.
Au cours du mois le plus froid, janvier ou février, la température moyenne tombe entre −4 et −14 °C. La plus basse température jamais enregistrée en Finlande a été −51,5 °C à Pokka près de Kittilä, le 28 janvier 1999. Il neige entre octobre et début janvier et le manteau neigeux a une épaisseur courante de 20–30 cm au sud, et de 60–90 cm à l'est et dans le Nord. Il fond entre mars et la fin mai. Les lacs sont gelés en novembre et décembre ; ils sont libres de glaces à partir de mai-juin. Par un hiver froid, les golfes de Bottnie et de Finlande sont presque entièrement gelés et les chenaux doivent être entretenus par des brise-glaces. L'hiver, long, est la cause d'environ la moitié des 500 à 600 millimètres de précipitations annuelles dans le nord qui tombent sous forme de neige. Les précipitations dans le sud s'élèvent à environ 600 à 700 millimètres par an.
L'été est aussi long que l'hiver uniquement sur les côtes sud et sud-est. Dans le sud de la Finlande, l'été ne va que de fin mai à la mi-septembre, alors qu'en Laponie il commence un mois plus tard et finit un mois plus tôt. La différence de température entre le Nord et le sud de la Finlande est comprise entre 12 et 17 °C l'été. Du sud au centre de la Finlande, la température ne dépasse 25 °C que pendant 10 à 15 jours ; dans le Nord et le long des côtes, seulement 5 à 10 jours. Le record de chaleur est de 37,2 °C enregistrés le 28 juillet 2010 à Liperi.
Dans les régions situées au nord du cercle polaire, il y a l'été le soleil de minuit, tandis que l'hiver est dominé par une nuit polaire (en finnois : kaamos). Au moment du solstice d'été, même au sud du pays, la nuit n'est pas entièrement noire (appelée nuits blanches), tandis qu'à Utsjoki à la pointe Nord de la Finlande, le soleil ne se couche pas pendant 73 jours de suite, et l'hiver il ne se lève pas pendant 51 jours. Dans le sud de la Finlande, le jour le plus court ne dure que six heures. Les aurores boréales se produisent surtout au nord, en hiver.

### Océan
L'océan Atlantique à l'ouest et le continent eurasiatique à l'est interagissent pour modifier le climat du pays. Les eaux chaudes du Gulf Stream et de la dérive nord atlantique, jouent un grand rôle dans le climat de la Norvège, de la Suède et de la Finlande en réchauffant continuellement la région. Sans ces courants, les hivers en Scandinavie et en Fennoscandie seraient beaucoup plus froids. Les vents de l'ouest amènent les courants d'air chaud dans les régions baltes et jusqu'aux côtes du pays, modérant les températures hivernales, en particulier dans le sud et le sud-ouest des villes comme Helsinki et Turku, où les températures hivernales tendent à se situer entre 0 et 5 °C, mais une vague de froid, comme celle qui s'est produite à la mi-janvier 2016, peut faire plonger les températures bien en dessous de −20 °C. Ces vents, en raison des nuages associés aux systèmes météorologiques qui accompagnent les vents d'ouest, diminuent également la quantité d'ensoleillement reçue pendant l'été. En revanche, le système continental de haute pression, situé au-dessus du continent eurasiatique, contrecarre les influences maritimes, causant parfois des hivers rigoureux et des températures élevées en été.

## Température
La température moyenne annuelle, la plus chaude, dans le sud-ouest de la Finlande est de 6,5 °C. De là, la température diminue progressivement vers le nord et l'est. Les lignes de partage des eaux de drainage de Suomenselkä et Maanselkä s'élèvent plus haut que les régions environnantes, et le climat y est plus frais que sous les mêmes latitudes ailleurs en Finlande. La mer de Barents, entre la Finlande et le pôle Nord est ouverte même en hiver, donc les courants d'air du nord ne sont pas aussi froids qu'en Sibérie ou en Alaska. La température la plus élevée, jamais enregistrée, est de 37,2 °C  (Liperi, 29 juillet 2010). La température la plus basse, −51,5 °C (Kittilä, 28 janvier 1999). La température moyenne annuelle est relativement élevée dans le sud-ouest du pays (5,0 à 7,5 °C), avec des hivers assez doux et des étés chauds, et basse dans le nord-est de la Laponie (0 à −4 °C).

### Données
| Mois                              | jan.  | fév. | mars  | avril | mai   | juin | jui. | août  | sep.  | oct.  | nov. | déc. | année |
| --------------------------------- | ----- | ---- | ----- | ----- | ----- | ---- | ---- | ----- | ----- | ----- | ---- | ---- | ----- |
| Température minimale moyenne (°C) | −51,5 | −49  | −44,3 | −36   | −24,6 | −7   | −5   | −10,8 | −18,7 | −31,8 | −42  | −47  | −51,5 |
| Température maximale moyenne (°C) | 10,9  | 11,8 | 17,5  | 25,5  | 31    | 33,8 | 37,2 | 33,8  | 28,8  | 19,4  | 14,3 | 11,3 | 37,2  |

| Diagramme climatique                                  |           |             |           |           |          |          |             |             |             |           |           |
| J                                                     | F         | M           | A         | M         | J        | J        | A           | S           | O           | N         | D         |
| 10,9−51,580                                           | 11,8−4980 | 17,5−44,380 | 25,5−3680 | 31−24,680 | 33,8−780 | 37,2−580 | 33,8−10,880 | 28,8−18,780 | 19,4−31,880 | 14,3−4280 | 11,3−4780 |
| Moyennes : • Temp. maxi et mini °C • Précipitation mm |           |             |           |           |          |          |             |             |             |           |           |

### Records
- les plus élevés :
  - Janvier : +10,9 °C (6 janvier 1973, Mariehamn , Åland)
  - Février : +11,8 °C (28 février 1943, Ilmala, Helsinki , Finlande du Sud)
  - Mars : +17,5 °C (27 mars 2007, aéroport d'Helsinki-Vantaa , Vantaa , Finlande du Sud)
  - Avril : +25,5 °C (27 avril 1921, Jyväskylä , Finlande centrale)
  - Mai : +31,0 °C (30/31 mai 1995, Lapinjärvi , Finlande méridionale)
  - Juin : +33,8 °C (24 juin 1934, Ähtäri , Finlande centrale)
  - Juillet : +37,2 °C (29 juillet 2010, aéroport de Joensuu , Liperi , Finlande orientale)
  - Août : +33,8 °C (7 août 2010, Heinola , Finlande méridionale, et Puumala , Finlande orientale)
  - Septembre : +28,8 °C (6 septembre 1968, Rauma , Finlande occidentale)
  - Octobre : +19,4 °C (2 octobre 1985, Malmi , Helsinki , Finlande méridionale)
  - Novembre : +14,1 °C (2 novembre 1999, Mariehamn , Åland)
  - Décembre : +10,8 °C (6 décembre 2006, Salo , Finlande méridionale)

- les plus bas :
  - Janvier : −51,5 °C (28 janvier 1999, Pokka, Kittilä , Laponie)
  - Février : −49,0 °C (5 février 1912, Sodankylä , Laponie)
  - Mars : −44,3 °C (1er mars 1971, Tuntsa, Salla , Laponie)
  - Avril : −36,0 °C (9 avril 1912, Kuusamo , Ostrobotnie du Nord)
  - Mai : −24,6 °C (1er mai 1971, Enontekiö , Laponie)
  - Juin : −7,0 °C (3 juin 1962, Laanila, Inari , Laponie)
  - Juillet : −5,0 °C (12 juillet 1958, Kilpisjärvi , Enontekiö, Laponie)
  - Août : −10,8 °C (26 août 1980, Naruska, Salla , Laponie)
  - Septembre : −18,7 °C (26 septembre 1968, Sodankylä, Laponie)
  - Octobre : −31,8 °C (25 octobre 1968, Sodankylä, Laponie)
  - Novembre : −42,0 °C (30 novembre 1915, Sodankylä, Laponie)
  - Décembre : −47,0 °C (21 décembre 1919, Pielisjärvi , Finlande orientale)

### Source de la traduction et crédit d'auteurs
- (en) Cet article est partiellement ou en totalité issu de l’article de Wikipédia en anglais intitulé « Climate of Finland » (voir la liste des auteurs).
- Cet article est partiellement ou en totalité issu de l'article intitulé « Géographie de la Finlande » (voir la liste des auteurs).